# Балло (народный танец)
Балло (итал. ballo, мн.ч. итал. balli) — игровой или пантомимический итальянский танец, известный с XV века, для которого характерна частая смена темпа и размера. Его название происходит от латинского ballō, ballāre, что означает «танцевать»,  которое, в свою очередь, происходит от греческого «βαλλίζω», «танцевать, прыгать»  Также часть танца.

## Эпоха Возрождения
Некоторые композиторы XV века, например, Доменико да Пьяченца (1390-1464) и Гильельмо Эбрео да Пезаро (1410-1481) писали музыку к balli. Они также являются авторами трактатов по хореографии, в которых упоминается этот танец.
Доменико да Пьяченца писал о разновидностях танцев балли в четырех размерах:
- Bassadanza, от бас-данс (танец, популярный при дворах Франции и Бургундии), размеренный танец на 6/4 или 3/2;
- quadernaria на одну шестую быстрее, чем bassadanza;
- saltarello на две шестых быстрее, чем bassadanza;
- piva вдвое быстрее, чем bassadanza[4]

Уже с XV века наименование «балло» закрепилось также за бальными и сценическими танцами, в которые вводилась хореографическая пантомима.

## Музыка барокко
Балло эпохи барокко дополняется вокальными номерами, например, Клаудио Монтеверди (Il ballo delle ingrate) или Франческо Ламбарди (Una festa a ballo). С середины XVI века появился тип танца изобразительного характера «балло-фигурато», когда в нём представлялись различные фигуры. Такие танцы пользовались популярностью до середины XVII века.